# Giovanni Cavalcanti
Giovanni Cavalcanti (* 1381 in Florenz; † um 1451) war ein italienischer Geschichtsschreiber.
Giovanni Cavalcanti ist der Autor der in vierzehn Bücher eingeteilten Istorie fiorentine, die er im Gefängnis verfasste, in dem er etwa zehn Jahre einsaß, weil er seine Zwangsabgaben (imposte) nicht geleistet hatte, die für den Krieg gegen Mailand verlangt worden waren. Das Werk umfasst die Zeit zwischen 1423 und 1440. Nach seiner Haftentlassung um 1440 verfasste Giovanni Cavalcanti eine Seconda storia in sieben Büchern, die sich mit der Zeit bis 1447 befasste. Mit dem Werk wandte er sich gegen die Herrschaft der Medici und versuchte, die Republik gegen den Adel zu verteidigen. 
Überliefert ist daneben sein Trattato di politica morale, das jedoch kaum rezipiert wurde und erst durch eine kritische Edition zu einer gewissen Geltung gelangte. Darin beruft er sich auf Aristoteles und Seneca oder Juvenal und breitet in vier Abschnitten (Prudenza, Iustizia, Fortitudo, Temperanza) wesentliche Tugenden aus, oder stellt den Ciompi-Aufstand dar. 
Giovanni entstammte ebenso der Familie Cavalcanti, wie der Dichter Guido Cavalcanti. 

## Editionen
- Filippo Luigi Polidori (Hrsg.): Giovanni cavalcanti, Istorie fiorentine, 2 Bde., Polidori, Florenz 1838/39.
- Istorie Fiorentine, Edition von 1838, Tipografia All’insegna di Dante, Florenz, bei Imago Historiae. Biblioteca digitale degli storici italiani del'Umanesimo e del Rinascimento.
- Guido di Pino (Hrsg.): Giovanni cavalcanti, Istorie fiorentine, Mailand 1944.
- Marcella T. Grendler: The “Trattato politico-morale” of Giovanni Cavalcanti. A critical edition and interpretation, Droz, Genf 1973.
- Antoine Monti (Hrsg.): Giovanni Cavalcanti. Nuova opera (Chronique florentine inédite du XVe siècle), Paris 1989.